# La Musique qui m'a sauvé la vie
La Musique qui m'a sauvé la vie is een Malagassische kortfilm uit 1999. De film werd geregisseerd door Jean-Émilien Rakotonandrasana.

## Verhaal
Een Malagassische zanger verteld over hoe hij erin slaagde zijn eigen leven te redden door zijn muziek als communicatiemiddel te gebruiken toen hij werd aangevallen door een roversbende.